# Sarrebourg
Sarrebourg je francouzská obec v departementu Moselle v regionu Grand Est. V roce 2013 zde žilo 12 306 obyvatel. Je správním centrem arrondissementu Sarrebourg-Château-Salins.

## Poloha
Sousední obce jsou: Bébing, Buhl-Lorraine, Dolving, Haut-Clocher, Hesse, Imling, Réding a Sarraltroff.

## Vývoj počtu obyvatel
Počet obyvatel

## Partnerská města
- Saarburg, Porýní-Falc